# Августа Марія Баварська
Августа Баварська (нім. Auguste von Bayern, повне ім'я Августа Марія Луїза Баварська нім. Auguste Maria Luise von Bayern; 28 квітня 1875 — 25 червня 1964) — баварська принцеса з династії Віттельсбахів, донька фельдмаршала Леопольда Баварського та австрійської ерцгерцогині Ґізели, дружина ерцгерцога Австрійського Йозефа Августа.

## Біографія
Августа народилась 28 квітня 1875 року у Мюнхені. Вона стала другою дитиною та другою донькою в родині баварського принца Леопольда та його дружини Ґізели Австрійської, а також другою онукою правлячого імператора Австро-Угорщини Франца Йосифа I та імператриці Сіссі. Своє ім'я новонароджена отримала на честь бабусі з батьківського боку Августи Тосканської. Дівчинка мала старшу сестру Єлизавету, згодом з'явилися молодші брати Георг та Конрад.

Юність провела у Мюнхені. За відгуками сучасників, не була красунею і мала схильність до надмірної ваги.

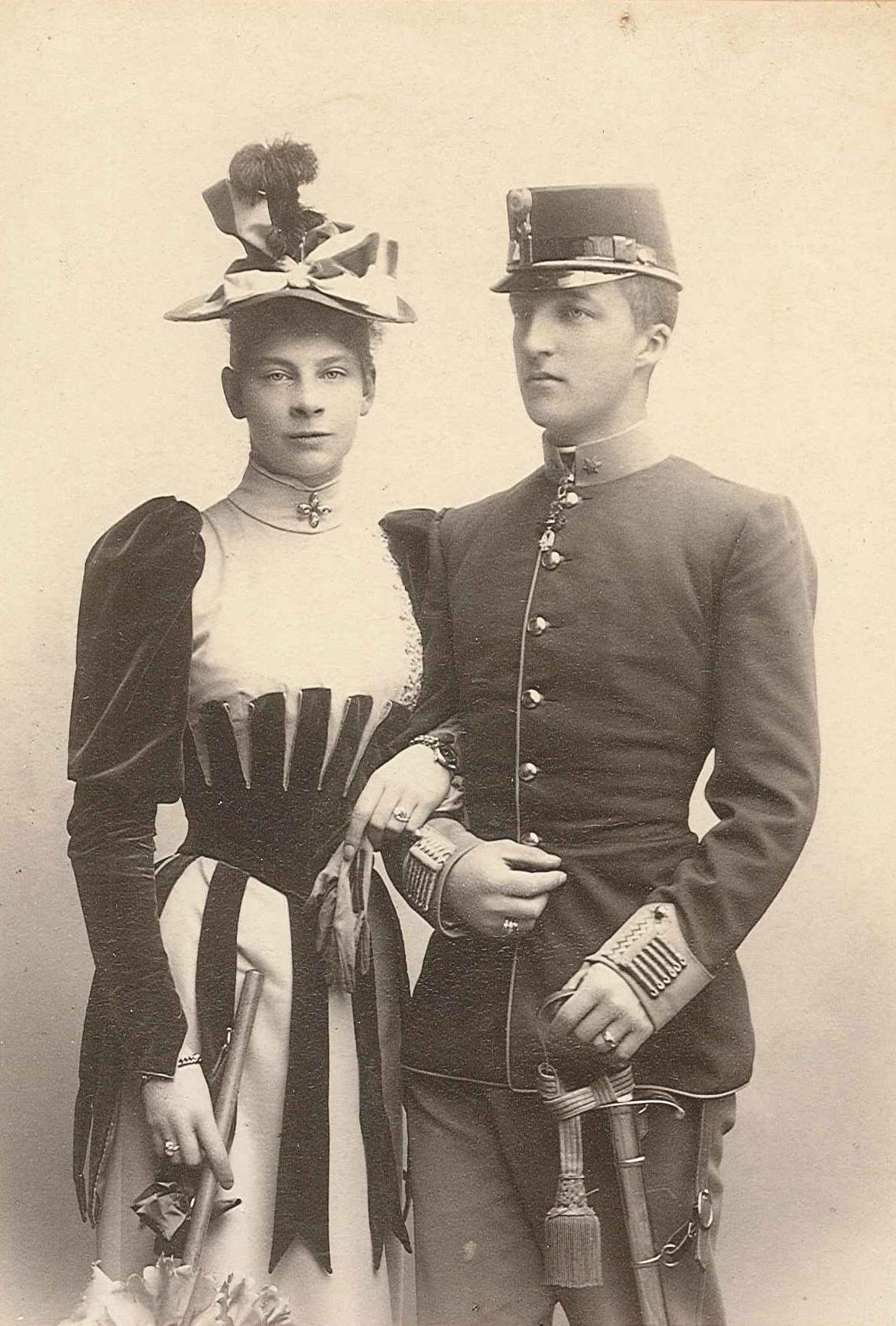
Принцеса Августа Марія з чоловіком.

У віці 18 років пошлюбилася із 21-річним ерцгерцогом Австрійським Йозефом Августом, що належав до угорської гілки Габсбургів. Весілля відбулося 15 листопада 1893 року у Мюнхені. У подружжя народилося шестеро дітей, з яких четверо досягли дорослого віку. Із чоловіком переважно жила у маєтку Альшут в Угорщині.
Під час Першої світової війни надавала допомогу Червоному Хресту, хотіла стати медсестрою на фронті, але дід Франц Йосиф I не дозволив їй цього зробити. Фінансувала благодійні організації. У 1918 стала засновницею руху «Золото для Залізних» («Gold für Eisen»), який закликав аристократів та багатих буржуа віддавати прикраси на потреби війни та країни.
Наприкінці 1918 року стався революційний вибух, наслідком якого стало утворення Угорської Радянської Республіки, що існувала з березня по серпень 1919 року. Під час режиму Бели Куна родина ерцгерцога не постраждала. Міклош Горті, відновив у 1920 році монархічний уряд і став єдиноправним регентом. Новий володар ставився до подружжя приязно. Пару регулярно запрошували на соціальні та культурні заходи. Йозеф Август був одним з кандидатів на вакантний угорський престол. Августа в цей час набрала зайвої ваги і стала мішенню для карикатур.
У жовтні 1944 року родина емігрувала до Сполучених Штатів. Замки постраждали від бомбардувань, а землі Габсбургів в Угорщині у 1948 році націоналізували. Сім'я згодом повернулася до Баварії, де жила у Маргарити Клементини Турн-унд-Таксіс в Регенсбурзі.
6 липня 1962 року Йозеф Август помер. Августа пережила чоловіка та чотирьох дітей і пішла з життя у віці 89 років у Регенсбурзі.

## Родина

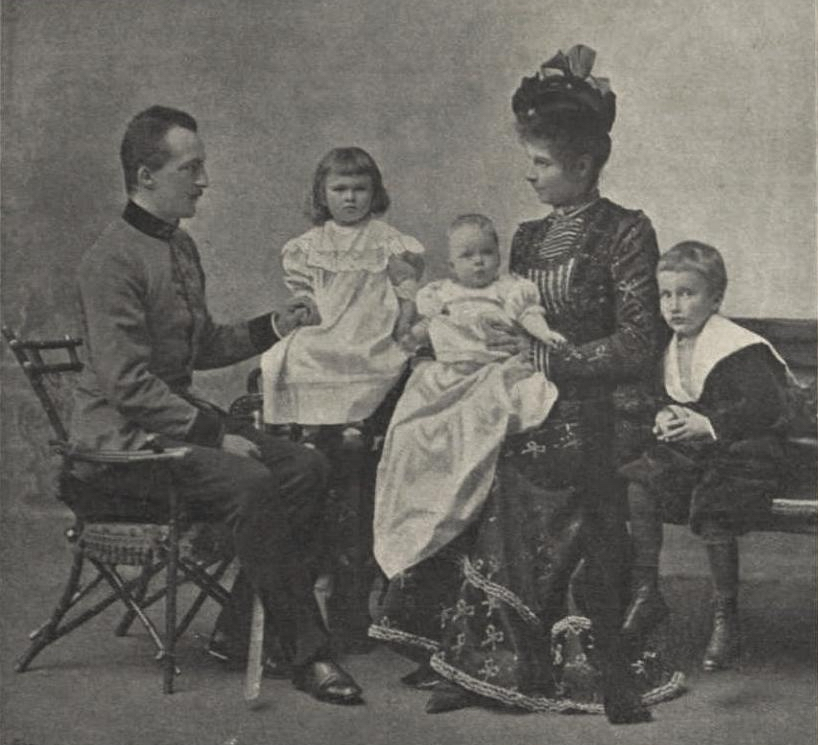
Августа із чоловіком та дітьми: Йозефом Францем, Ґізелою та Софією, 1900

Чоловік — Йозеф Август Австрійський
Діти:
- Йозеф Франц (1895—1957) —ерцгерцог Австрійський, був одружений з Анною Саксонською, мав восьмеро дітей;
- Ґізела (1897—1901) — ерцгерцогиня Австрійська, померла в дитячому віці;
- Софія (1899—1978) — ерцгерцогиня Австрійська, одружена не була, дітей не мала;
- Ладіслаус (1901—1946) — ерцгерцог Австрійський, одружений не був, дітей не мав;
- Маттіас (1904—1905) — ерцгерцог Австрійський, помер немовлям;
- Магдалена (1909—2000) — ерцгерцогиня Австрійська, займалась живописом та скульптурою, одружена не була, дітей не мала.